# Prémie Otto Wichterleho
Prémie Otto Wichterleho je ocenění spojené s finanční odměnou, které od roku 2002 uděluje Akademie věd České republiky vynikajícím mladým vědcům a vědkyním této instituce. Ocenění musejí být držiteli vědecké hodnosti (CSc., Dr., Ph.D., DrSc.) a v kalendářním roce udílení ceny nesmějí být starší 35 let (doba se prodlužuje o trvání rodičovské dovolené). Cenu tradičně uděluje předseda nebo předsedkyně Akademii věd ve vile Lanna v pražských Dejvicích. Další českou cenu pro mladé vědce (do 40 let) je Cena Neuron.

## Zajímavost
Mezi oceněnými v roce 2014 byl i jeden nositel vědecko-pedagogické hodnosti docent, a to doc. RNDr. Jan Řezáč, Ph.D., z Ústavu organické chemie a biochemie AV ČR (docentem od 1. listopadu 2013).